# 中田弾
中田 弾（なかだ だん）は、日本の児童発達支援・放課後等デイサービスぴかいちを運営する一般社団法人 D&A Networks代表理事。

## 現職・委員
- 日本建築学会子ども建築教育支援会議子ども教育事業部会　委員（2011年～2015年、幹事）
- 日本大学理工学部まちづくり工学科　非常勤講師
- 共立女子大学家政学部　非常勤講師

## 経歴
2004年、日本大学理工学部建築学科卒業。桜工賞受賞。2006年、日本大学大学院理工学研究科博士課程前期建築学専攻修了。
2006年～2007年、スターツCAM株式会社（集合住宅企画設計）。2007年～2007年、株式会社ウィーブ（スターツグループ・IT部門）。2007年～2012年、一般社団法人千代田区観光協会。2009年～2012年、早稲田大学人間科学部 教育コーチ。2011年からD&A Networks　代表。
2012年～2015年、日本大学理工学部建築学科助手、2013年～2015年、日本福祉大学健康科学部非常勤講師を務め、「福祉住環境」を担当。2014年から日本福祉大学経済学部　非常勤講師「福祉住環境／医療福祉環境」担当。
2014年にD&A Networks一般社団法人化、代表理事就任。
2015年～2016年、東京都都市整備局東京都子育て支援住宅認定制度等検討委員会委員。2015年から日本大学短期大学建築・生活デザイン学科部　非常勤講師「福祉ユニバーサルデザイン」担当。
2016年から日本大学理工学部まちづくり工学科　非常勤講師「建築デザイン演習」担当。2016年から早稲田大学人間科学部　非常勤講師「専門ゼミⅡ（環境デザイン学）」、「卒業研究ゼミⅡ（環境デザイン学）」担当。

## 会員
- 日本建築学会正会員
- こども環境学会正会員
- 日本福祉のまちづくり学会正会員

## 資格
- 一級建築士
- 福祉住環境コーディネーター2級
- こども環境アドバイザー

## 講師・講演
- 第1回子ども教育事業研究会「子どもを対象とした教育事業の展望」（2005年）[1]
- 大妻女子大学社会情報学部谷口ゼミ（2008年）
- 第5回ぼうさい探検隊フォーラム（日本損害保険協会、2008年）
- 日本建築学会子ども教育事業委員会、第5回子どものまち・いえワークショップ研究会（日本建築学会）[2]（2009年）
- 路地裏の子どもの居場所づくり－コミュニティ・アートの切り口から－[3]（2009年）
- 大妻女子大学社会情報学部松本ゼミ・谷口ゼミ／法政大学現代福祉学部保井ゼミ／多摩大学経営情報学部片桐ゼミ／日本大学理工学部八藤後ゼミ（2009年）
- 港区御成門中・小学校PTA講演会（2010年）
- 法政大学国際文化学部稲垣ゼミ（2010年）
- 2010年度防災教育交流フォーラムin有明の丘（内閣府、防災教育チャレンジプラン実行委員会）
- 千代田区青少年委員会管外研修会（千代田区青少年委員会、2010年）
- 2010～2011千代田区リーダー講習会
- 親と子の都市と建築講座 2013｢オリオンフォトタープ｣「けんちく広場」[4][5]
- 2013～2015地域活動するリーダーのための講習会（地域）
- 第1回～第5回親と子の都市と建築講座（日本建築学会子ども教育事業部会）
- 地域活動するリーダーのための講習会（2016年）
- ぼうさい探検隊リーダー養成講座（日本損害保険協会、2016年）
- 九段ジュニアカレッジ・親子で楽しむ日帰りアウトドアクッキング[6]
- 九段ジュニアカレッジボランティア（2014年）
- 九段ジュニアカレッジ「お菓子の家づくり」（2015年）
- 九段ジュニアカレッジ「カーテンに描こう！未来のまち」（2016年）